# Phyllomys pattoni
Phyllomys pattoni là một loài động vật có vú trong họ Echimyidae, bộ Gặm nhấm. Loài này được Emmons, Leite, Kock, & Costa mô tả năm 2002.